# Manfred Eckardt
Manfred Eckardt (* 11. April 1937) war Fußballspieler in Magdeburg. Dort spielte er von 1957 bis 1966 für den SC Aufbau / 1. FC Magdeburg, u. a. sechs Jahre in der DDR-Oberliga.

## Sportliche Laufbahn
Mit 20 Jahren kam Eckardt zum ersten Mal in der 1. Fußballmannschaft des SC Aufbau Magdeburg zum Einsatz. Es war die Begegnung Fortschritt Meerane – SC Aufbau Magdeburg am 24. November 1957, der letzte Spieltag der Saison 1957 in der zweitklassigen I. DDR-Liga, das 4:1 für Magdeburg endete. Zwei weitere Spielzeiten mussten Eckardt und die Magdeburger warten, bis 1959 der Aufstieg in die Oberliga gelang. In dieser Zeit wurde Eckardt in 19 Punktspielen wie auch später als Angriffsspieler eingesetzt.
Von 1960 bis 1966 spielte Eckardt fortan in der Spitzenliga des DDR-Fußballs. Da Magdeburg in diesen Jahren noch nicht zu den absoluten Spitzenmannschaften zählte, kam Eckardt nie zu Titelehren. Dies wäre 1964 und 1965 möglich gewesen, als der SC Aufbau jeweils den DDR-Fußballpokal gewann. Doch in der Saison 1963/64 spielte Eckardt überhaupt nicht in der Oberliga, 1964/65 nur in sechs Punktspielen und fehlte auch in beiden Pokalendspielen. 1965 erlebte er die Gründung des 1. FC Magdeburg mit, der durch die Ausgründung der bisherigen Sektion Fußball aus dem SC Aufbau entstanden war. Immerhin kam er durch den Pokalgewinn 1965 noch zu zwei internationalen Spielen im Europapokal der Pokalsieger. In der 1. Runde wurde er im Rückspiel gegen den Pokalsieger Luxemburgs Spora Luxembourg (2:0-Sieg) und in der 2. Runde gegen die Schweizer Mannschaft FC Sion im Hinspiel (8:1-Sieg) eingesetzt. Die Spielzeit 1965/66 war Eckardts letzte Oberligasaison. Am 4. Mai 1966 nahm er in dem Oberligaspiel 1. FC Magdeburg – 1. FC Lokomotive Leipzig (1:1) seinen Abschied vom Hochleistungssport. Zwei Spieltage später musste der FCM aus der Oberliga absteigen.
In seinen zehn Jahren in der 1. Mannschaft des Magdeburger Clubs absolvierte Eckardt insgesamt 115 Pflichtspiele. Dazu gehörten 86 Oberligaspiele mit 25 Toren, acht nationale und zwei Spiele im Europapokal.
| Personendaten    | Personendaten            |
| ---------------- | ------------------------ |
| NAME             | Eckardt, Manfred         |
| KURZBESCHREIBUNG | deutscher Fußballspieler |
| GEBURTSDATUM     | 11. April 1937           |